# Opoziție la imigrație
Opoziția față de imigrație, cunoscută și sub numele de antiimigrație, a devenit o ideologie politică semnificativă în multe țări. În sensul modern, imigrația se referă la intrarea persoanelor dintr-un stat sau teritoriu într-un alt stat sau teritoriu în care nu sunt cetățeni. Imigrația ilegală are loc atunci când oamenii pleacă într-o țară fără a avea permisiunea oficială pentru a face acest lucru. Opoziția față de imigrație variază de la solicitări pentru diverse reforme în materie de imigrație, până la propuneri de restricționare completă a imigrației.

## Argumente antiimigrație
Informații suplimentare: Critica multiculturalismului

### Identitate națională
Vezi și: Identitate culturală , Politică identității , Naționalism și § Importul culturii
Dacă și modul în care identitatea națională afectează atitudinile față de imigrație depinde în mare măsură de semnificațiile asociate cu o anumită identitate națională. Dacă o identitate națională este definită într-un mod exclusiv, care vizează grupuri etnice sau rasiale, sau dacă o majoritate etnică sau rasială domină în structurile politice ale unei națiuni, atunci acea identitate națională este probabil asociată cu atitudini împotriva imigrației. Cercetările sugerează, de asemenea, că oamenii răspund mai puternic la apelurile la identitatea națională decât la considerente economice, atunci când sunt întrebați despre problemele legate de imigrație. Atât americanii, cât și europenii sunt probabil să supraestimeze numărul de imigranți în țările lor și să favorizeze o imigrație mai scăzută. 
Acolo unde identitatea națională nu este definită într-un mod care să intre în conflict cu identitatea etnică sau rasială și atunci când astfel de grupuri nu sunt excluse din punct de vedere socio-economic, identitatea națională poate fi compatibilă cu diversitatea etnică sau rasială. Identitatea națională poate fi chiar un factor important pentru pacea socială în cazurile în care există diviziuni intra-naționale. De exemplu, un studiu din 2015 a arătat că conținutul educațional care sublinia unitatea națională a Indoneziei a fost o cauză importantă a îmbunătățirii relațiilor interetnice și interreligioase în Indonezia lui Suharto.